# 以色列國徽

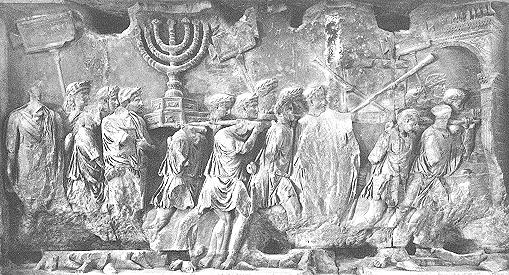
國徽所使用的燈臺是以古羅馬提圖斯凱旋門上的圖案為藍本設計的。

以色列國徽是一個由橄欖圍繞的猶太教燈臺，下方寫著（希伯來語裡的「以色列」）。
猶太教燈臺3,000年來都是猶太教的象徵，這種燈臺在古代的耶路撒冷聖殿（第二聖殿）便已使用。而橄欖枝則象徵著和平。
以色列國徽也是以色列護照封面所用的圖案。
以色列國在1948年建國時採用了這個國徽，圖案是由Willie Wind設計的。